# Sunniside (Durham)
Sunniside – wieś w Anglii, w hrabstwie Durham. Leży 15 km na zachód od miasta Durham i 376 km na północ od Londynu.